# Jan Krist
Jan Krist (* 30. září 1950 Milotice) je český etnograf, folklorista a bývalý ředitel Národního ústavu lidové kultury ve Strážnici, bývalý politik KDU-ČSL, po sametové revoluci československý poslanec Sněmovny lidu Federálního shromáždění.

## Biografie
Dlouhodobě se angažuje v oblasti folklorní hudby a tance. V 80. letech zastával post předsedy Krajského poradního sboru pro folklorní festivaly v Jihomoravském kraji a Ústředního poradního sboru pro lidový tanec. Po roce 1989 se podílel na vzniku četných pořadů v rámci folklorního festivalu Milotice, byl členem Programové rady festivalu Slovácký rok v Kyjově a koordinátorem celostátních Dnů folkloru, konaných v Praze na Žofíně k 100. výročí Národopisné výstavy českoslovanské. Zastává funkci prezidenta Mezinárodního folklorního festivalu ve Strážnici a od roku 1997 je navíc prezidentem české národní sekce Mezinárodní rady pro folklorní festivaly (CIOFF). Zasedá i v dalších uskupeních (Rada pro umění při Ministerstvu kultury, Národní rada pro tradiční lidovou kulturu, prezídium Mezinárodního výkonného výboru Dnů tradiční kultury v zemích Visegrádského seskupení) a je členem grantových a hodnotících komisí při ministerstvu kultury, vedoucím redaktorem listu Národopisná revue a členem redakcí dalších odborných časopisů. Na téma folkloru publikoval více než 300 studií, článků a recenzí.
V letech 1990-1992 byl místostarostou Okresního úřadu v Hodoníně. Ve volbách roku 1992 byl za KDU-ČSL zvolen do Sněmovny lidu (volební obvod Jihomoravský kraj). Ve Federálním shromáždění setrval do zániku Československa v prosinci 1992.
Krátce byl poradcem ministra kultury. V roce 1994 opustil vrcholnou politiku a stal se vedoucím útvaru výzkumu a dokumentace v nynějším Národním ústavu lidové kultury ve Strážnici. Roku 1997 se stal jeho ředitelem. Funkci od té doby zastává trvale.
Angažoval se i v komunální politice. V komunálních volbách roku 1994 se stal členem zastupitelstva rodné obce Milotice za KDU-ČSL. Neúspěšně se za KDU-ČSL pokoušel obhájit mandát v komunálních volbách roku 1998.